# Сад Рамы
Сад Рамы (англ. The Garden of Rama) — научно-фантастический роман Джентри Ли и Артура Кларка 1991 года. Это третья книга в серии из четырех книг (цикл Рама): «Свидание с Рамой», «Рама 2», «Сад Рамы» и «Рама явленный», и продолжает сюжет предыдущего романа серии — «Рама 2». Перевод на русский: Ю.Р. Соколов (Сад Рамы), 1995.

## Сюжет
2200. Николь Жардин, Ричард Уэйкфилд и Майкл О'Тул остались на корабле «Рама». Они живут в подземелье на острове «Нью-Йорк». В двух других подземельях живут умные птицы и октопауки.
Биоты построили людям противоперегрузочный ванны, и «Рама» разгоняется в направлении звезды Сириус.
У Николь и Ричарда рождаются дочери Симона и Кати. Предполагая, что ни они, ни их дети больше не увидят людей, Николь хочет забеременеть также от Майкла, чтобы увеличить генетическое разнообразие в своих детях, чтобы они могли родить еще несколько поколений. Ричард тяжело переживает это решение и покидает их. Николь рожает от Майкла сыновей Бенджи и Патрика.
Через несколько лет октопауки приносят и оставляют больного Ричарда у подземелья людей. Ричард поправляется, но у него провал в памяти об этом периоде времени.
У Николь и Ричарда рождается дочь Элеонора.
В 2213 году «Рама» прибывает в узел — космическую станцию вблизи Сириуса. Людей размещают в исследовательском центре и в течение года проводят над ними физиологические опыты. С ними общается только Орел — биот с телом человека и головой орла.
За этот год «Раму» минимально дообустраивают, учитывая пожелания людей, и отправляют с людьми к Земле с задачей набрать 2000 человек для их изучения. Орел настаивает оставить одну репродуктивную пару в узле, поскольку для путешествующих существует некоторая опасность для жизни. Симона и Майкл остаются.
В 2244 году «Рама» прибывает на орбиту Марса. Всю дорогу люди провели в анабиозе и постарели только на 10 лет. Земное правительство направляет к ним корабли с колонистами для Марса и преступниками, отбывшими наказание на Марсе.
Семья Уэйкфилд поселяет людей в накрытом куполом поселении «Новый Эдем», который был спроектирован под нужды жителей Земли. «Рама» разгоняется в направлении звезды Тау Кита.
В колонии начинаются проблемы. Вспыхивает эпидемия ретровируса RV-41. Бывший узник Накамура, контролирует организованную преступность, строит сеть развлекательных заведений «Вегас», которая истощает энергетические ресурсы «Нового Эдема». Это приводит к ухудшению очистки воздуха, климатических изменений и уменьшения выращивания продовольствия. Накамура подогревает межрасовые беспорядки.
Люди решают пробить дыру в куполе, чтобы занять больше пространства. За пределами своего купола они обнаруживают ещё один, который решают захватить. Накамура перепрограммирует биоты-слуг в «Эдеме», для убийства губернатора и захвата власти.
Ричард убегает в соседний купол где живет колония симбиотических рас птиц и мирмикотов (англ. Myrmicats) — шестилапых прямоходящих созданий размером с кота с дополнительной парой глаз на стеблях над головой; они вылупляются из Манна-дынь (англ. Manna melons), которые являются плодами растения, похожих на ватную сетку.
После уничтожения птиц людьми, Ричард убегает на остров «Нью-Йорк».
Николь в «Новом Эдеме» осуждена Накамурой к смертной казни.